# Eumastacops
Eumastacops is een geslacht van rechtvleugeligen uit de familie Eumastacidae. De wetenschappelijke naam van dit geslacht is voor het eerst geldig gepubliceerd in 1942 door Rehn & Rehn.

## Soorten
Het geslacht Eumastacops omvat de volgende soorten:
- Eumastacops caligo Rehn & Rehn, 1942
- Eumastacops duckeana Descamps, 1982
- Eumastacops nemorivaga Rehn & Rehn, 1942
- Eumastacops parishi Rehn & Rehn, 1942
- Eumastacops unca Rehn & Rehn, 1942